# Ламовита
Ламовита је насељено мјесто у граду Приједор, Република Српска, БиХ. Према прелиминарним подацима пописа становништва 2013. године, у насељу је живјело 1.528 становника.
Овде се налази Црква Светог великомученика Димитрија у Горњој Ламовитој.

## Становништво
| Националност       | 1991.          | 1981.          | 1971.          |
| Срби               | 1.830 (98,97%) | 1.939 (94,67%) | 1.890 (98,64%) |
| Муслимани          | 1 (0,05%)      | 0              | 1 (0,05%)      |
| Хрвати             | 0              | 3 (0,14%)      | 7 (0,36%)      |
| Југословени        | 1 (0,05%)      | 101 (4,93%)    | 0              |
| остали и непознато | 17 (0,91%)     | 5 (0,24%)      | 18 (0,93%)     |
| Укупно             | 1.849          | 2.048          | 1.916          |

1. ↑  Муслимани се данас изјашњавају као Бошњаци.

## Познате личности
- Предраг Росић, гинеколог, хуманиста и народни посланик у Народној Скупштини Републике Српске у 8. сазиву.
- Душан Берић, политичар и предузетник.
- Васкрсија Јањић, професор фитофармације, академик АНУРС